# Tales of Legendia
Tales of Legendia (яп. テイルズ オブ レジェンディア Тэйрудзу обу Рэдзэндиа, «Сказания Легендии») — компьютерная игра в жанре action/RPG, разработанная и выпущенная компанией Namco для игровой приставки Sony PlayStation 2 в Японии 25 августа 2005 года и в США 7 февраля 2006 года; является седьмой частью основной серии Tales. Разработка осуществлялась командой Project MelFes, в которую входили сотрудники Namco Tales Studio, а также создатели серий игр Tekken и Soulcalibur. Дизайном персонажей занимался художник Кадзуто Накадзава, а саундтреком — Го Сиина; песни исполнены группой Do As Infinity, а также Донной Бёрк и Канон. Разработчики охарактеризовали жанр игры как «RPG, в которой эмоциональные узы рождают легенды» (яп. 絆が伝説を紡ぎだすRPG Кидзуна га дэнсэцу о цумугидасу RPG).
Действие игры разворачивается в вымышленном мире на гигантском корабле под названием Наследие, который остался от древней, ныне не существующей цивилизации. Главным героем является молодой человек по имени Сэнел, который пытается спасти свою сестру Шерли из рук расы феринес — они считают, что Шерли явилась к ним как спасительница и с её помощью они смогут восстановить своё былое величие. В своём путешествии Сэнел встречает новых друзей и узнаёт о происхождении Наследия.
В Японии Tales of Legendia была в основном положительно воспринята критиками, однако после релиза в Северной Америке она получила смешанные отзывы. Критике подвергся предсказуемый сюжет и обилие клише в нём; неоднозначно была оценена боевая система — некоторые критики нашли её увлекательной, другие же посчитали раздражающей. Вместе с тем, многие рецензенты положительно отозвались о степени проработанности главных героев и отношений между ними. По всему миру было продано около 397 000 копий игры.

## Игровой процесс

Сражение в Tales of Legendia в реальном времени. Трёхмерные персонажи перемещаются в двумерной плоскости. В нижней части экрана располагается информация об участвующих в сражении членах отряда (очки жизни, технические очки). В верхней части экрана отображается название используемого эреса.

Tales of Legendia — консольная ролевая игра, полностью выполненная в трёхмерной графике. Игрок исследует игровой мир, представленный тремя типами локаций. Первый — карта мира, на которой схематично отображены элементы ландшафта, города и главный герой; игрок может перемещаться по карте мира либо пешком, либо с помощью телепортов, которые он открывает по мере прохождения игры. На карте мира на игрока случайным образом может напасть противник. Второй вид локаций — города, где игрок может взаимодействовать с неигровыми персонажами для продвижения по сюжету и получения дополнительных квестов, посещать магазины для покупки снаряжения и расходуемых предметов, отдыхать в гостинице для восстановления очков жизни и технических очков. И наконец, игрок может обследовать подземелья, где он сражается с монстрами, находит сокровища, а также активирует сюжетные сцены. Прохождение большинства подземелий необходимо для продвижения по сюжету. В Tales of Legendia используется система случайных встреч — это означает, что противник нападает на отряд неожиданно и перед нападением его не видно на экране.
Как и в предыдущих играх серии, важную роль в сюжете игры занимают взаимоотношения между основными персонажами. Однако впервые после прохождения основной сюжетной линии игроку становятся доступны несколько дополнительных глав, каждая из которых посвящена отдельному герою. Кроме того, в этих главах игрок получает возможность синтезировать новое, более мощное снаряжение, посетив особого мастера, занимающегося синтезом. Для синтеза игроку потребуется набор необходимых предметов, которые можно купить, получить за победу над монстрами или найти в подземельях, а также определённая сумма денег.

### Экипировка и расходуемые предметы
Каждый персонаж может быть экипирован оружием (только того типа, с которым он умеет обращаться), бронёй, шлемом и двумя аксессуарами. Каждый экипируемый предмет на определённое количество пунктов увеличивает (а в некоторых случаях уменьшает) один или несколько параметров персонажа: например, тяжёлая броня может повышать защиту, но при этом снижать скорость. Кроме того, некоторая экипировка может давать герою дополнительные бонусы, такие как защита от определённой магической стихии. Экипировка может быть приобретена в магазинах, синтезирована у мастера, найдена в подземельях, получена по сюжету или как награда за победу над монстром.
Помимо этого, для каждого персонажа может быть назначен один «титул», который также повышает определённые параметры. Многие титулы персонажи получают автоматически по ходу игры, однако некоторые можно открыть только при достижении определённой цели: например, решение всех головоломок или участие в определённом количестве сражений.
В игре также присутствуют разнообразные расходуемые предметы, которые могут восстанавливать очки жизни и технические очки, воскрешать персонажей, лечить изменения статуса и т. п. Эти предметы можно приобрести в магазинах, найти в подземельях, либо получить за победу в сражении. Расходуемые предметы могут применяться на карте мира, при исследовании подземелий или непосредственно в сражении. В последнем случае игрок выбирает, какой персонаж использует предмет; его очки жизни не должны быть опущены до нуля и он должен иметь возможность свободного перемещения (таким образом, персонаж не может использовать предмет, если он выполняет атаку или окажется сбитым с ног). Помимо этого, после применения предмета в сражении должно пройти несколько секунд, прежде чем можно будет использовать другой предмет. Игрок не может иметь более 15 предметов одного типа единовременно.

### Битва
В Tales of Legendia используется система боя в двумерном пространстве (хотя модели участников сражения трёхмерны), которая также была задействована в предыдущих играх серии Tales. В игре доступно восемь игровых персонажей, но в битве могут принимать участие не более четырёх. Битва происходит в реальном времени и напоминает файтинг; если очки здоровья всех участвующих в битве членов отряда опускаются до нуля, сражение считается проигранным, и игра завершается. Каждому герою можно установить один из трёх режимов управления в сражении: ручной, полуавтоматический или автоматический. Игрок может непосредственно контролировать только одного героя в ручном (полная свобода действий игрока) или полуавтоматическом (система будет помогать игроку в сражении, в частности, персонаж будет самостоятельно подбегать к противнику) режиме, остальными персонажами управляет искусственный интеллект в автоматическом режиме. Для них можно назначать стратегию, а также отдавать команды во время сражения. Помимо этого, для всего отряда можно установить формацию, согласно которой персонажи будут располагаться на поле боя.
Помимо обычных физических атак, персонажи могут использовать особые навыки — так называемые «эресы», применение которых расходует технические очки (аналог очков маны); несколько различных эресов можно применять один за другим, комбинируя их в цепочки. Эресы делятся на «стальные» (физические атаки) и «кристальные» (стихийная магия). Несколько стальных эресов можно комбинировать в более сильный «составной» навык, эффективный против определённого монстра или семейства монстров. Каждая нанесённая противнику атака постепенно заполняет шкалу климакса; когда она заполнена до конца, игрок может остановить время для противника на несколько секунд (при этом члены отряда смогут продолжать наносить удары врагу). По завершении битвы персонажи восстанавливают 10 % технических очков, получают очки опыта, а также специальные «камни эресов» — собирая их, герои открывают новые способности. Каждый монстр имеет определённое количество начисляемых за него очков опыта, однако это значение меняется в зависимости от уровня участвующих в битве персонажей, а также от максимального количества ударов, нанесённых в комбо (чем длиннее комбо выполнил игрок, тем больший бонус опыта получают персонажи). Когда персонаж набирает определённое количество очков опыта, он переходит на следующий уровень, повышая свои характеристики (атаку, защиту, магическую силу и прочие). Кроме того, за победу над противником игрок может получить расходуемые предметы и снаряжение.
Из большинства сражений можно убежать. Когда игрок выбирает эту опцию, на экране появляется обратный отсчёт, по истечении которого битва заканчивается досрочно (если хотя бы один из членов отряда остался в живых). Длительность обратного отсчёта зависит от силы противника по сравнению с отрядом игрока: чем сильнее противник, тем больше длительность (может достигать 20-30 секунд).

### Приготовление еды
Как и в предыдущих играх серии, в Tales of Legendia присутствует система приготовления еды. Еда может восстанавливать очки жизни или технические очки персонажей, лечить их от различных изменений статуса (например, от отравления) или воскрешать. Для того, чтобы приготовить еду, необходима так называемая «Хлебная корзинка» (специальный внутриигровой предмет), соответствующий рецепт, ингредиенты и печь. Хлебную корзинку и первый рецепт игрок получает в самом начале игры, когда отряд встречает девушку-кондитера Мими. Впоследствии игрок может находить её в других местах и изучать новые рецепты, причём перед получением каждого рецепта следует короткая юмористическая сцена с участием Мими. Помимо этого, некоторые новые блюда могут быть открыты после многократного приготовления уже изученных. Ингредиенты для готовки могут быть найдены в подземельях, получены за победу в сражении или куплены в специальном магазине. Приготовленная еда помещается в Хлебную корзинку; её можно употреблять как в сражении, так и при перемещении по карте мира или подземельям.

## Сюжет

### Сеттинг
События Tales of Legendia разворачиваются на борту гигантского корабля под названием Наследие, который остался от исчезнувшей цивилизации, обладавшей высокоразвитыми технологиями. Наследие населяют две расы: ореринес («люди суши»), обычные люди, и феринес («люди моря»), раса светловолосых бледнокожих людей, способных жить под водой; сюжет игры строится вокруг конфликта между этими расами. Некоторые люди — «эрены» — обладают способностью использовать особые силы, которые называются «эресы». Эресы делятся на два типа: кристальные, к которым относятся магические заклинания, и стальные, к которым относятся физические атаки. По ходу игры неоднократно упоминается вымышленный древний язык реларес; он лежит в основе некоторых имён и названий мест.

### Игровые персонажи

Игровые персонажи Tales of Legendia. Первый ряд, слева направо: Грун, Джей, Норма, Шерли; второй ряд: Сэнел, Хлоя; третий ряд: Моисей, Уилл

- Сэнел Кулидж (яп. セネル・クーリッジ Сэнэру Ку:ридзи) — семнадцатилетний юноша, мастер боевых искусств, талантливый моряк и хороший пловец; солдат морской пехоты Священного альянса. У него сильная воля, и он готов самоотверженно защищать свою сводную сестру Шерли, однако окружающим он кажется безразличным из-за своего холодного характера[18]. В японской версии игры его озвучивает Кэнъити Судзумура[19], а в английской — Скотт Холст[20]. Он назван в честь кубинского писателя Сэнела Паза[21].
- Шерли Фэннес (яп. シャーリ・フェンネス Ся:ри Фэннэсу) — пятнадцатилетняя волшебница, сводная сестра Сэнела. Окружающим она кажется хрупкой и тихой, однако приняв решение Шерли может быть крайне упорной[18]. В японской версии игры её озвучивает Рё Хирохаси[22], а в английской — Кэрри Сэведж[англ.][20]. Имя этой героини взято из романа «Шерли», написанного английской писательницей Шарлоттой Бронте[21].
- Уилл Рэйнард (яп. ウィル・レイナード Виру Рэина:до, Уилл Райнерд в японской версии) — двадцативосьмилетний историк и шериф, обладающий магическими силами. В своём городе он пользуется большим уважением. Уилл — самый старший персонаж в отряде, поэтому зачастую выступает в роли лидера; его считают строгим, но добродушным[18]. В японской версии игры его озвучивает Сусуму Тиба[23], а в английской — Кэм Кларк[20]. Этот персонаж назван в честь Уильяма Шекспира[21].
- Хлоя Вэленс (яп. クロエ・ヴァレンス Куроэ Варэнсу) — семнадцатилетняя девушка-мечник, представительница знаменитого дома Вэленсов. Она мечтает стать известным рыцарем, достойным своего происхождения, пряча свою истинную женскую натуру[18]. Её озвучивает Масуми Асано в японской версии игры[24] и Хитэр Халли[англ.] — в английской[20]. Этот персонаж назван в честь героини романа «Пена дней», написанного французским писателем Борисом Вианом[21].
- Норма Битти (яп. ノーマ・ビアッティ Но:ма Биатти, Норма Бьятти в японской версии) — шестнадцатилетняя охотница за сокровищами и волшебница. У неё весёлый и жизнерадостный характер, она постоянно шутит над другими и над собой, а также любит придумывать прозвища для других членов отряда. Тем не менее, в некоторых ситуациях Норма предстаёт как крайне чувствительная натура[18]. В японской версии игры её озвучивает Каори Мидзухаси[англ.][25], а в английской — Тара Стронг[20]. Она названа в честь американской писательницы Нормы Филд[англ.][21].
- Моисей Сэндор (яп. モーゼス・シャンドル Мо:дзэсу Сяндору) — семнадцатилетний главарь бандитов и укротителей зверей; вооружён копьём. Несмотря на свою дикую внешность, он очень чувствителен в душе и ставит семейные отношения превыше всего[G 1]. Моисея сопровождает большое существо Гиет (яп. ギート Ги:то), похожее на волка[18]. В японской версии игры его озвучивает Кадзуя Накаи[26], а в английской — Шило Стронг[англ.][20]. Этот персонаж назван в честь румынского писателя Моисея Гастера[21].
- Джей (яп. ジェイ Дзэи) — загадочный шестнадцатилетний ниндзя, часто появляющийся и исчезающий без предупреждения. Джей — циник, он постоянно делает колкие замечания другим членам отряда. Также он известен своим талантом добывать и анализировать информацию, благодаря которому даёт стратегические советы другим членам отряда[18]. В японской версии игры его озвучивает Рёко Сираиси[27], а в английской — Стив Стэйли[англ.][20]. Он назван в честь американского писателя Джея Макинерни[англ.][21].
- Грун (яп. グリューネ Гурью:нэ) — загадочная женщина, обладающая магическими силами. Хотя она потеряла память и не помнит ничего, кроме своего имени, Грун жизнерадостна, никогда не теряет присутствия духа и остаётся спокойна в непростых ситуациях[18]. В японской версии игры её озвучивает Аяко Кавасуми[28], а в английской — Лара Джилл Миллер[англ.] (в титрах не указана)[29][30].

### История
События игры начинаются с того, что Сэнела и его сестру Шерли, которые плывут на лодке по бушующему морю, выбрасывает на побережье Наследия. Шерли похищает Моисей, предводитель бандитов. Сэнел отправляется в близлежащий город, где встречает местного шерифа Уилла и Хлою, девушку-рыцаря. Они решают помочь юноше спасти сестру. Уилл рассказывает, что во время прибытия Сэнела и Шерли в самом центре Наследия появилась колонна света; это заставило поверить многих жителей корабля, что Шерли — «Меринес», легендарная спасительница, которая должна привести расу феринес к процветанию. После того как друзья спасают Шерли из убежища похитителей, она снова оказывается в плену — её забирает Уолтер Делкуэс, солдат расы феринес. Когда Сэнел и его отряд догоняют Уолтера, он утверждает, что лишь пытается защитить Шерли от настоящего врага — армии империи Крусанд под командованием Вацлава Болуда. В результате, армия Вацлава обнаруживает Шерли и похищает её. Оказавшись в заключении, Шерли знакомится с другой пленницей — девушкой-феринес по имени Фенимор Зелхес.
К отряду Сэнела присоединяется Норма, охотница за сокровищами, а также Моисей, раскаявшийся в своих действиях. Путешественники отправляются вглубь корабля; они узнают, что Вацлав похитил не только Шерли, но и Стеллу — её старшую сестру, на которой Сэнел хотел жениться. Они считали её погибшей три года назад, когда силы империи Крусанд напали на её город. Отряд Сэнела вынужден отступить и перегруппироваться. В это время друзья находят женщину по имени Грун, которая потеряла память; кроме того, к отряду присоединяется загадочный ниндзя Джей. Вместе они отправляются на мостик Наследия. Здесь они вступают в битву с Вацлавом, который планирует использовать Шерли и Стеллу — обладательниц сил Меринесов, — чтобы активировать гигантскую лазерную пушку Наследия и уничтожить поселение феринесов, а затем с её помощью покорить другие страны. Хотя друзьям удаётся победить Вацлава, он успевает произвести выстрел из пушки. В этот момент Стелла пробуждает свои силы и встаёт на пути лазерного луча, жертвуя собой.
Затем Шерли и её друзья отправляются в деревню феринесов, где встречают Уолтера и Морица Уэлнеса, вождя народа феринес. Она говорит о том, что не собирается проводить ритуал, чтобы полностью стать Меринес, однако в это время в деревню врываются солдаты из страны Гадория. Они считают, что Шерли добровольно сотрудничала с Вацлавом, и пытаются её убить. Однако Фенимор закрывает девушку своим телом и погибает вместо неё. Шерли тяжело переживает случившееся, и в неё вселяется Нерифес, злой дух моря; в результате Шерли уходит вместе с Морицем. Сэнел со своими спутниками отправляется вслед за ней, посещая тайные подземелья Наследия. Они узнают, что Наследие изначально был космическим кораблём с другой планеты, созданным для колонизации. Четыре тысячи лет назад на нём прибыли ореринес и вступили в войну с феринес, коренными обитателями планеты.
Прибыв в цитадель Морица, отряд сражается с Уолтером — он завидует Сэнелу, что Шерли выбрала именно его. В результате Уолтер погибает в схватке. Мориц объясняет путешественникам, что на самом деле именно ореринес были теми, кто прибыл на планету в роли захватчиков. Много лет назад они пытались использовать свои технологии для терраформирования планеты, и это разгневало духа моря, так как в этом случае феринес не смогли бы больше жить на ней. Поэтому Мориц хочет, чтобы Шерли затопила весь мир, уничтожив ореринес — тогда феринесы, народ моря, снова будут процветать. Сэнел и его спутники побеждают Морица и приводят Шерли в чувство, однако Мориц призывает Нерифеса, и друзья сражаются с ним. В конце концов Мориц решает оставить свою ненависть и трудиться для того, чтобы феринес и ореринес жили в гармонии.

#### Дополнительные главы
Введение
Главные герои вернулись к обычной жизни; в городе остались только Уилл, Сэнел и Шерли. В один из дней на Шерли и Сэнела нападает необычное существо, раны которого быстро затягиваются — друзьям требуется долгое время, чтобы победить его. Шерли также замечает, что с тела мёртвого монстра испаряется странный чёрный туман. На Наследие возвращается Хлоя, которая уезжала домой на годовщину смерти родителей. Друзья встречают её, а возвращаясь в город, спасают от нападения монстров человека по имени Арнольд Алкотт и его больную дочь Эльзу. В городе Сэнел, Шерли и Хлоя встречают пожилого слепого человека — он просит проводить его на кладбище; здесь рядом с одной из могил они находят Норму. Она впадает в бешенство, узнав старика, которого называет Замаран.
На Наследии происходит сильный подземный толчок, и друзья отправляются выяснять его причину. У Светящегося ручья на них нападает монстр, которого друзья долго не могут победить. Грун остаётся около трупа монстра, из которого сочится туман; неожиданно туман превращается в фигуру, с которой Грун пытается заговорить. Она начинает вспоминать что-то важное, связанное с этим туманом.
Уилл — «Цветок и обещание»
Эта глава посвящена взаимоотношениям Уилла и его дочери Харриет, которая не любит его и считает виноватым в смерти матери, Амелии. Уилл был вынужден покинуть семью на много лет, отправившись на Наследие, так как родители его жены считали, что он похитил её и взял замуж против её воли. Уилла объявили в розыск и при поимке могли казнить. Впоследствии он всё же вернулся на континент и забрал жену на Наследие, однако она была больна и вскоре умерла. Уилл надеется восстановить отношения с дочерью и даже приготовил для неё отдельную комнату, но не знал, как ей об этом сказать. Шерли и Сэнел приводят Харриет в эту комнату, и она оказывается потрясена увиденным, но затем понимает, что ещё есть надежда восстановить отношения с отцом — в глубине души она и сама хочет этого.
Между тем, Уилл решает выяснить, почему погибают цветы на поляне, за которой просила присматривать его жена. Обнаруживается, что под землёй собирается чёрный туман, и вода начинает портиться. Внезапно туман приходит в движение и порождает призрака, двойника Уилла, который нападает на отряд, однако терпит поражение. Уилл вспоминает о данном обещании, собирает волю в кулак и рассеивает туман, хотя чей-то голос предлагает ему прекратить борьбу. Внезапно Грун хватается за голову — у неё случается внезапный приступ, и она вновь начинает что-то вспоминать. Уилл и Харриет отправляются на цветочную поляну, где Уилл просит дочь жить вместе с ним, и она соглашается. Настаёт лунное затмение, и в его свете раскрывается бутон одного из цветков — Уилл говорит, что они с женой решили назвать его «Харриет».
На следующий день Норма объявляет друзьям, что просит их помощи в поисках Вечного света — легендарного артефакта.
Норма — «В погоне за мечтой»
Вечный свет — мифический артефакт; считается, что он исполняет желания. Эта легенда появилась после того, как учёный перевёл древний текст, написанный на языке реларес, однако никто не знает, насколько точен перевод; спустя годы учёные сошлись во мнении, что Вечного света не существует. Свен, экстравагантный учёный, учитель и друг Нормы, был мечтателем и верил в то, что Вечный свет существует. Замаран, учитель Свена, пытался отговорить его от поисков, но Свен не стал его слушать, и Замаран прогнал своего ученика. Норма, следуя последней воле учителя, также ищет Вечный свет.
Во время поисков девушка активирует опасную ловушку и падает без сознания — друзья понимают, что она отравлена сильнодействующим ядом, и спешат обратно в город. Алкотт готовит антидот для Нормы, и она ложится отдыхать. Друзья решают, что поиски надо прекратить. Норма, проснувшись и услышав их разговор, убегает. Друзья находят девушку у могилы Свена, окутанную чёрным туманом, и вводят очередную дозу антидота. Норма приходит в себя и говорит друзьям, что прекращает поиски Вечного света. На кладбище приходит Замаран и упрекает Норму в том, что она предала свою мечту; он вновь заявляет, что этого артефакта не существует, но Норма выходит из себя, обещая доказать Замарану, что он ошибается. Она бросается прочь из города, а Замаран подсказывает друзьям, что она, скорее всего, отправилась в Кристальный лес, так как Свен считал, что Вечный свет находится там, хотя Норма неоднократно бывала там и ничего не нашла.
В пещере друзья находят Норму, которую обволакивает чёрный туман, и помогают победить её тёмного двойника, воплощение её сомнений. Туман рассеивается, и друзья через телепорт попадают в другую пещеру, где находят Вечный свет. На стенах они видят текст, написанный на реларесе — послание от Свена. Друзья приводят в пещеру Замарана, и Норма просит, чтобы Вечный свет вернул старику зрение, зная, что Свен бы пожелал именно этого. Исполнив желание, Вечный свет теряет свою силу и рассыпается.
Интерлюдия
У Уилла друзья застают соплеменников Моисея, которые говорят о том, что какой-то дикий зверь нападает на их отряды, высказывая предложение, что это мог быть Гиет, питомец Моисея, однако Моисей отказывается поверить в это. Ночью Хлое снятся события многолетней давности: на карету, в которой ехала она с родителями, напал грабитель и убил её мать и отца, забрав все ценности; Хлоя остаётся последним представителем рода. На следующий день к Хлое приходит Эльза, которая просит найти её отца — накануне он ушёл за лечебными травами, но так и не вернулся; по её словам, Алкотт ушёл в сторону старой крепости Вацлава.
Хлоя — «Место, которое можно назвать домом»
В крепости друзья встречают серьёзного раненого Алкотта; закатывая его рукав, чтобы промыть рану, Сэнел замечает странную татуировку. На отряд нападает несколько монстров, одного из которых Алкотт молниеносно убивает; Сэнел начинает подозревать, что уже встречал этот стиль сражения. В доме Уилла Джей делится своими наблюдениями, говоря, что Алкотт не только знал о существовании крепости Вацлава, но также о том, что в ней всё ещё могут оставаться медикаменты; помимо этого, он напоминает друзьям о странной татуировке. Джей приходит к выводу, что Алкотт был как-то связан с Вацлавом в прошлом. Хлоя отправляется на кладбище. Она уверена, что Алкотт и есть убийца, которого она искала, и понимает, что не
может оставить свою ненависть и жажду мести, продолжая жить так, как будто ничего не случилось.
На следующий день друзей собирает Алкотт и объясняет, что ему нужны новые ингредиенты, чтобы приготовить лекарство для Эльзы. Сэнел и его спутники обещают помочь ему. Найдя нужные компоненты, друзья узнают, что Алкотт ещё не вернулся, но оставил письмо для Хлои. Девушка уединяется на кладбище; в письме говорилось, что он готов принять её вызов, если она решила сражаться. Вокруг неё клубится чёрный туман, и появляется её двойник, молодая Хлоя; она напоминает, что это Алкотт убил её родителей и разрушил её жизнь. На кладбище приходит Сэнел, он пытается отговорить Хлою от её намерений, однако она просит Сэнела не мешать ей, а затем выхватывает меч и ранит его. Шерли излечивает Сэнела, и он решает отправиться вслед за Хлоей. Между тем в лесу Хлоя встречает Алкотта. Вокруг неё клубится чёрный туман, придающий ей силы, и Алкотт проигрывает сражение. В это время на поляну выбегает отряд Сэнела. Эльза умоляет Хлою не убивать отца, говоря, что все преступления, которые он совершил, были ради того, чтобы излечить её, так как у него не было денег; девочка закрывает отца своим телом. Хлоя понимает, что она должна победить тьму в своём сердце, оставить мысли о мести и жить дальше.
На следующий день друзей находит Чаба, соплеменник Моисея, который говорит, что вновь произошло нападение дикого зверя, очень похожего на Гиета. Моисей обещает найти своего питомца и выяснить, что происходит на самом деле.
Моисей — «О звере и человеке»
Чаба объясняет, что он и другие члены племени боятся, что Гиет может окончательно одичать и превратиться в монстра — это судьба всех приручённых монстров, и исключений, по его словам, не бывает. Гиет — великий галф, а представители этой породы обладают невероятной силой и практически не поддаются дрессировке. На следующий день на жителей города нападает стая монстров под предводительством галфа, похожего на Гиета, которого никто не видел с прошлой ночи. Чаба говорит, что Гиет найден. Прибыв на место, друзья обнаруживают Гиета среди других монстров; Моисей пытается успокоить его и увести, однако галф атакует своего хозяина и сильно ранит его. Друзья возвращаются в город и узнают, что на лагерь соплеменников Моисея совершено нападение стаи монстров под предводительством Гиета. Моисей понимает, что больше не может подвергать людей опасности, и решает убить Гиета. В старом убежище бандитов друзья находят израненного Гиета, который бьётся о стену: он решает покончить с собой, не в силах сразиться с Моисеем. Гиета начинает окружать чёрный туман; путешественники понимают, что галф одичал из-за него. Из тумана материализуется двойник Моисея; он и Гиет нападают на отряд, но терпят поражение. Моисей говорит, что не может взять Гиета с собой — он уже начал дичать и представляет угрозу для людей. Он объявляет, что сразится с Гиетом, однако в последний момент Джей предлагает переправить Гиета в Тихие земли, где нет людей и достаточно просторно. Моисей соглашается и отпускает питомца в Тихих землях.
На следующий день Сэнел и его спутники узнают о том, что на Наследие проникла группа убийц-ниндзя, намерения которых неясны, но друзья подозревают, что их наняло правительство одной из стран, чтобы завладеть Наследием и лазерной пушкой, расположенной на нём. Для управления ей они могут попытаться выкрасть Шерли. Разведчики обнаружили предполагаемое убежище ниндзя, куда и решают отправиться друзья.
Джей — «Охранник и охраняемый»
В пещере Джей встречает своего старого учителя боевых искусств по имени Солон. Он требует, чтобы Джей помог ему, угрожая убить его друзей-выдр, однако в этот момент Джея догоняют остальные члены отряда. Солон убегает, а друзья отправляются в деревню орсоренов. Выдры рассказывают, что родители бросили Джея при рождении; его воспитал Солон и обучил искусству ниндзя. Несколько лет назад они получили задание убить кого-то на Наследии, но их отряд попал в засаду; Солон использовал Джея как приманку, а сам сбежал. Это случилось недалеко от деревни Орсоренов; выдры нашли израненного Джея и вылечили его.
На следующий день Джей возвращается в город и собирает друзей у Уилла. Он просит помочь ему уничтожить Солона, говоря, что уже обнаружил местоположение бывшего учителя. В подземелье, где скрывается Солон, друзья попадают в ловушку, а Джей берёт Шерли в плен и уходит вместе с Солоном. Друзья возвращаются в деревню орсоренов — она опустела, но из письма выдр они узнают, что Солон угрожал Джею вырезать всю деревню, и, чтобы предотвратить это, он согласился сотрудничать с ним. Выдры просят простить его; чтобы искупить его вину, они отправились сразиться с Солоном. Между тем, Солон и Джей прибывают в Дворец-мираж; Джей требует от учителя выполнить свою часть договора, но он отказывается и избивает Джея. В этот момент на помощь Джею приходят выдры, которые нападают на Солона; его начинает окутывать чёрный туман. Шерли помогает Джею бежать из Дворца, убеждая его, что он ранен и не может сражаться. Джей понимает, что, возможно, всё это время не он защищал выдр, а они защищали его.
Вернувшись во дворец вместе с Джеем, друзья находят Солона, который убеждает Джея, что он — лишь орудие убийства. Однако Джей говорит о том, что оставил этот путь, теперь у него есть семья и друзья, которыми он дорожит. Чёрный туман принимает форму Джея; его двойник и Солон нападают на отряд, но проигрывают сражение. Неожиданно из лежащего Солона начинает сочиться чёрный туман, заполоняющий всё помещение. У Грун вновь случается приступ, а из тумана выходит женщина, которая обращается к Грун, а затем атакует её; девушка падает без сознания. Друзья понимают, что за всеми недавними событиями, скорее всего, стояла та женщина, а Грун как-то с ней связана. Грун приходит в себя и называет имя женщины — Шварц, но не может вспомнить больше ничего о ней. Она просит, чтобы друзья помогли ей разыскать Шварц, так как надеется с её помощью вернуть память. Она может чувствовать её присутствие и знает, что она находится на мостике Наследия.
Грун — «Рождение»
Друзья находят Шварц, которая объясняет, что туман — дело её рук. Она призывает двойника Вацлава и исчезает, но друзья побеждают его. Грун так и не удаётся ничего вспомнить. В городе Грун остаётся наедине и вспоминает, что должна победить Шварц, но не может вспомнить почему и кто она такая. На следующий день друзья узнают, что Грун исчезла и оставила письмо, в котором благодарит друзей, просит их жить дружно и говорит, что будет пытаться самостоятельно вернуть себе память. Однако друзья решают, что не могут бросить Грун в опасности; они понимают, что девушка отправилась разыскивать Шварц. Чтобы узнать, куда отправилась Грун, Шерли решает обратиться к Нерифесу, хотя это может быть опасно для неё. Она узнаёт, что Грун и Шварц в Крыльях света, и друзья отправляются туда; здесь они находят свою подругу. Шварц говорит Грун, что люди живут в печали, ими движут сожаления и ненависть, они постоянно сомневаются и боятся последствий своих решений. Уничтожение мира приведёт к тому, что вся боль и страдания исчезнут. К Грун возвращаются память и силы, но Шварц заявляет, что уже слишком поздно, и нападает на отряд. Друзьям удаётся отбиться, но Шварц утверждает, что настал конец этого мира и уже ничто не может остановить его. Исполнив свою миссию, Шварц исчезает. В доме Уилла Грун рассказывает, что Шварц — порождение людских слабостей: злобы, ненависти, страха и других, а чёрный туман появляется, когда эти эмоции переполняют человека; силы Шварц растут, когда она поглощает их. Шварц — Проводница пустоты, она начало и конец всего сущего, богиня, имеющая силы обратить в ничто весь мир. Грун просит друзей дать ей закончить свою миссию, так как они ничем не могут помочь ей; они расходятся, но понимают, что не могут остаться в стороне — они должны сражаться за свой мир. Друзья заручаются поддержкой Великого нерифеса и отправляются в Колыбель времени, другой пространственно-временной континуум, где находится Шварц. Друзья нападают на Шварц, но видят, что не могут нанести ей никакого вреда. Она начинает вбирать в себя отрицательные эмоции людей; небо на Наследии внезапно чернеет, начинается землетрясение, и люди впадают в панику, подпитывая силы Шварц. Друзья объединяют усилия и направляют всю свою мощь против Шварц. Люди на Наследии также чувствуют эту силу, ощущают прилив смелости, и поток силы, текущий к Шварц, иссякает. С неё падает маска, и друзья обнаруживают, что она выглядит точно так же, как Грун. Шварц объясняет, что они с Грун — две противоположные сущности: она — Проводница пустоты, а её соперница — Плетущая нить времени. Шварц исчезает, но предостерегает, что она ещё появится в будущем. Друзья возвращаются на Алтарь моря и видят, что Грун тоже начинает исчезать. Она объясняет, что это предопределено — если исчезает Шварц, то исчезает и она. Грун просит друзей не расстраиваться, говоря, что такова её миссия и таков ход вещей. Она прощается со всеми, а затем исчезает.

## Разработка
О разработке Tales of Legendia впервые стало известно в декабре 2004 года из тизерного видео, которое было помещено на бонусный диск Tales of Rebirth, предыдущей игры серии; в этом видео игра носила кодовое название Project MelFes. 14 февраля 2005 года Namco опубликовала силуэты двух персонажей на своём веб-сайте Tales Channel, а спустя четыре дня игра была официально анонсирована. В следующем месяце была названа примерная дата выхода игры: 2005 год, — а в апреле была назначена дата релиза североамериканской версии — февраль 2006 года. В мае 2005 Namco окончательно установила дату выхода в Японии — август следующего года; в июне 2005 года игра должна была быть представлена на выставке Electronic Entertainment Expo в Лос-Анджелесе.
Игру создавали разработчики, работавшие над предыдущими играми серии, а также другие сотрудники компании, создававшие файтинги серии Tekken и Soulcalibur. Продюсер Дзюн Тоёда объяснил, что задачей было создать ролевую игру с «бодрыми боевыми сценами», которыми знамениты Tekken и Soulcalibur, а также привлечь тех игроков, которые считают, что в файтингах не хватает достойного сюжета, или, напротив, которые находят сражения в ролевых играх слишком «скучными». Говоря о сюжете, Тоёда также отметил, что его важной частью являются взаимоотношения между персонажами, которые укрепляются по мере развития истории. Для того чтобы лучше раскрыть характер и переживания каждого героя, в игру были введены дополнительные главы.
Хотя все персонажи в игре трёхмерные, битвы были намеренно перенесены на двумерное поле боя, чтобы разработчики могли создавать крупных монстров и не бояться, что они будут закрывать игрокам обзор. Анимацией персонажей занимался Ёсукэ Кадоваки — он использовал ту же технологию захвата движения, что и при работе над Soulcalibur II. В отличие от предыдущих частей серии, дизайном которых занимался Муцуми Иномата, дизайнером персонажей Tales of Legendia был художник аниме Кадзуто Накадзава, ранее работавший над анимацией клипа Breaking the Habit группы Linkin Park и фильма «Убить Билла», а также над аниме «El Hazard — The Magnificent World» и «Nadia: The Secret of Blue Water». Кроме того, в Tales of Legendia используются анимированные кат-сцены, созданные студией Production I.G; количество внутриигровых видео больше, чем в любой из предыдущих игр серии.

## Звуковое сопровождение
Tales of Legendia — первая игра основной серии Tales, музыка для которой написана не Мотои Сакурабой; композитором стал Го Сиина. Вступительная песня — «Tao» — была исполнена группой Do As Infinity, играющей в стиле J-pop, а заключительная тема под названием «My Tales» исполнена на английском языке Донной Бёрк и Габом Дезмондом. К числу других вокальных композиций, звучащих в игре, относятся «A Firefly’s Light» (яп. 蛍火 Хотаруби) (исполняется Маюми Судуо на японском), «Hotarubi» (исполняется Донной Бёрк на английском), «Let’s Talk» (яп. お話しましょう Оханасимасё:) (исполняется на японском детским хором Судзукакэ), а также «The Legendary Sorceror» (яп. 伝説の巫術士 Дэнсэцу но фудзюцуси) и «The Birds Chirp, I Sing» (яп. 鳥は鳴き、僕は歌う Тори ва наки, боку ва утау) (обе исполняются Канон на японском). Кроме того, некоторые инструментальные композиции исполняются вживую Новым Японским филармоническим оркестром. Композиции саундтрека Tales of Legendia исполнялись на концертах музыки из видеоигр, таких как A Night in Fantasia 2007 в Сиднее и Press Start -Symphony of Games- 2009 в Токийском городском художественном центре.

#### Tales of Legendia Original Soundtrack
В августе 2005 года компания Avex Trax выпустила официальный саундтрек Tales of Legendia; на первых двух дисках находились избранные композиции, а на третьем — радиопьеса, состоящая из реплик персонажей из игры.
На сайте Square Enix Music альбом Tales of Legendia Original Soundtrack получил оценку 10 из 10 возможных баллов. Рецензент отметил, что саундтреки к предыдущим частям серии были выполнены на «среднем» уровне, однако для Tales of Legendia Го Сиина, «появившийся буквально из ниоткуда», создал «фантастический, слушающийся на одном дыхании саундтрек». «Я очень редко встречал столь профессиональную, качественную работу, выполненную композитором, о котором раньше ничего не слышал», — пишет журналист, добавляя, что такой музыкой могут восхищаться даже известные маэстро. Он пишет, что если Мотои Сакураба центральное место в своих композициях отводил синтезатору, то Го Сиина, напротив, для многих песен использовал оркестр. При этом он замечает, что Сиина показал потрясающие способности в аранжировке оркестровых композиций, превзойдя Сиро Хамагути, который занимался аранжировкой саундтрека для игр серии Final Fantasy. Кроме того, по мнению обозревателя, композитор создал достаточно большое количество «мейнстримовых» вокальных композиций, чтобы саундтрек легче воспринимался теми, кто не привык к своеобразной музыке в компьютерных играх.
Единственным недостатком, по мнению журналиста Square Enix Music, является то, что саундтрек не придаёт игре определённой атмосферы — эмоции, заложенные в каждой композиции, слишком разные и резко меняются, тогда как многие другие саундтреки следуют сюжету игры и рассказывают «свою историю». Тем не менее, по мнению обозревателя, отдельные композиции столь хороши, что этот недостаток является несущественным. Он рекомендует купить данный альбом всем фанатам серии Tales и меломанам, заключая, что Го Сиина может гордиться созданным саундтреком, как одним из лучших в современной истории компьютерных ролевых игр.
На сайте RPGFan альбом также был оценён положительно, получив 9,5 баллов из 10. Журналист отмечает, что приглашение Го Сиины вместо Мотои Сакурабы было хорошим решением, так как его музыка уже начала приедаться. По мнению журналиста, саундтрек подходит больше для аниме, чем для компьютерной игры, однако это «вовсе не плохо». «Каждый инструмент звучит фантастически […]. Многие из инструментов настоящие [звук не синтезирован] и имеют собственное, особое звучание», — пишет он. В саундтреке сочетается множество музыкальных стилей, например в композиции «Big Sister Honwaka» присутствует джазовое соло на флейте в духе Хьюберта Лоуза, которое сменяется трубой, затем скрипкой и акустической бас-гитарой. «Я никогда не слышал такой потрясающей джазовой импровизации на скрипке!» — пишет журналист. Он заключает, что данный альбом можно назвать «инновационным» и, за исключением некоторых коротких треков, он звучит очень сильно.
Треклист
| №                   | Название                                                               | Длительность |
| ------------------- | ---------------------------------------------------------------------- | ------------ |
| 1.                  | «TAO -game version-»                                                   | 1:41         |
| 2.                  | «melfes ~ Shining Blue (яп. melfes 〜輝ける青)»                        | 3:09         |
| 3.                  | «The Meeting Place Is the Fountain Plaza (яп. 待ち合わせは噴水広場で)» | 1:58         |
| 4.                  | «Forest of No Return (яп. 帰らずの森)»                                 | 3:08         |
| 5.                  | «A Cheerful Bandit (яп. 陽気な山賊)»                                   | 1:56         |
| 6.                  | «Sunlight Filtering Through the Trees (яп. コモレビ)»                  | 4:41         |
| 7.                  | «March (яп. 進軍)»                                                     | 2:09         |
| 8.                  | «Spinning Thoughts, Bound Hands (яп. 紡ぐ思い、繋がる手)»              | 2:31         |
| 9.                  | «The Legendary Sorceror (яп. 伝説の巫術士)»                            | 2:21         |
| 10.                 | «It's Not A Bluff (яп. 強がりなんかじゃない)»                          | 2:28         |
| 11.                 | «To Deliver the Feelings (яп. 想いを届けるために)»                     | 4:49         |
| 12.                 | «Ancient Ship (яп. 太古の船)»                                          | 3:14         |
| 13.                 | «Tomorrow Will Surely Be Sunny (яп. 明日はきっと晴れ)»                 | 3:52         |
| 14.                 | «Enemy Attack (яп. 敵襲)»                                              | 3:16         |
| 15.                 | «Beyond That Hill (яп. あの丘の向こうへ)»                              | 1:56         |
| 16.                 | «Battle Artist (яп. バトル・アーティスト)»                             | 3:23         |
| 17.                 | «Seeking Victory (яп. 勝利を求めて)»                                   | 3:46         |
| 18.                 | «Sea of Rage (яп. 猛りの滄我)»                                         | 3:28         |
| 19.                 | «Between Memories and Hope (яп. 思い出と希望の間に)»                   | 1:21         |
| 20.                 | «My Tales»                                                             | 5:26         |
| Общая длительность: | Общая длительность:                                                    | 60:33        |

| №                   | Название                                              | Длительность |
| ------------------- | ----------------------------------------------------- | ------------ |
| 1.                  | «A Firefly's Light (яп. 蛍火)»                        | 4:55         |
| 2.                  | «Whisper of the Crystal (яп. 水晶のささやき)»         | 3:23         |
| 3.                  | «Advancing Towards 12 O'Clock (яп. 12時の方向へ進め)» | 3:24         |
| 4.                  | «Chasing Shirly (яп. シャーリィを追って)»             | 3:08         |
| 5.                  | «Short Circuit (яп. 回線不良)»                        | 2:57         |
| 6.                  | «Stella (яп. ステラ)»                                 | 2:07         |
| 7.                  | «Let's Go!»                                           | 3:35         |
| 8.                  | «Big Sister Honwaka (яп. ほんわかねえさん)»           | 3:28         |
| 9.                  | «Land of Peace (яп. 安住の地)»                        | 2:42         |
| 10.                 | «Run In the Middle of the Storm (яп. 嵐の中を走れ)»   | 1:51         |
| 11.                 | «TAO -melfes version-»                                | 3:03         |
| 12.                 | «The Bird Chirps, I Sing (яп. 鳥は鳴き、僕は歌う)»    | 3:52         |
| 13.                 | «Delkes Black Wings (яп. デルクェス・黒い翼)»         | 3:45         |
| 14.                 | «Thank You (яп. ありがとう)»                          | 1:59         |
| 15.                 | «Looming Crisis (яп. 危機迫る)»                       | 0:43         |
| 16.                 | «Guiding Star (яп. 導きの星)»                         | 1:38         |
| 17.                 | «A Flower's Name (яп. 花の名前)»                      | 0:44         |
| 18.                 | «Funeral March (яп. 葬送曲)»                          | 2:01         |
| 19.                 | «Let's Talk (яп. お話ししましょう)»                   | 2:31         |
| 20.                 | «The Prayers Become Power (яп. 祈りを力に変えて)»     | 3:10         |
| 21.                 | «hotarubi»                                            | 4:22         |
| 22.                 | «TALES»                                               | 3:05         |
| Общая длительность: | Общая длительность:                                   | 62:33        |

| №                   | Название                                                                            | Длительность |
| ------------------- | ----------------------------------------------------------------------------------- | ------------ |
| 1.                  | «The Traveller's Rest (яп. 旅人たちの休息)»                                         | 7:15         |
| 2.                  | «An Important Day ~ The Strong Bond With Comrades (яп. 大切な一日〜仲間との強い絆)» | 3:04         |
| Общая длительность: | Общая длительность:                                                                 | 10:19        |

#### Tales of Legendia: Voice of Character Quest
Два последующих диска с пьесой под названием Tales of Legendia ~Voice of Character Quest~ (яп. テイルズ オブ レジェンディア ～voice of character quest～ Тэйрудзу обу Рэдзендиа ~voice of character quest~) были выпущены в августе и сентябре 2006 года; на втором диске присутствовала 41 звуковая дорожка, которых не было в предыдущем издании.
В обзоре на сайте RPGFan было отмечено, что Tales of Legendia Original Soundtrack, изданный на трёх дисках, был неполным, так как Го Сиина написал гораздо больше музыкальных композиций для игры, которые были сочтены неподходящими для этого релиза. Журналист пишет, что, хотя среди множества композиций, вошедших на Voice of Character Quest 2, достаточно много коротких мелодий, среди них есть также несколько «замечательных» песен. В обзоре отмечается талант Го Сиины в аранжировке и сочетании различных инструментов. «Данный альбом понравится любителям саундтрека к игре, так как он завершает коллекцию музыкальных произведений [написанных для Tales of Legendia]», — говорится в заключении.
Tales of Legendia ~voice of character quest~ 1
| №                   | Название                                                         | Длительность |
| ------------------- | ---------------------------------------------------------------- | ------------ |
| 1.                  | «Prologue ~ Wings of Light (яп. プロローグ～光跡翼)»             | 2:17         |
| 2.                  | «TAO / Do As Infinity»                                           | 1:35         |
| 3.                  | «New Doubts (яп. 新たなる疑惑)»                                  | 11:21        |
| 4.                  | «welcome to Legacy Radio (яп. welcome to 遺跡船Radio)»           | 2:38         |
| 5.                  | «New Member Recruiting (яп. 新規メンバー募集)»                   | 0:35         |
| 6.                  | «Intermission! (яп. 休憩中!)»                                    | 5:34         |
| 7.                  | «Report from the Open Air Bath! (яп. 露天風呂からお届けします!)» | 6:31         |
| 8.                  | «Afternoon Break (яп. おやつの時間)»                             | 3:57         |
| 9.                  | «Underground Lake Sightseeing Tour (яп. 地底湖遊覧ツアー)»       | 0:42         |
| 10.                 | «Mimi's Circumstances (яп. ミミーの事情)»                        | 13:14        |
| 11.                 | «Finale? Everybody's Big Chorus! (яп. 大団円？みんなで大合唱！)» | 9:28         |
| 12.                 | «Next Episode Preview (яп. 次回予告)»                            | 0:31         |
| Общая длительность: | Общая длительность:                                              | 58:23        |

Tales of Legendia ~voice of character quest~ 2
| №                   | Название                                                                                             | Длительность |
| ------------------- | --- | ------------ |
| 1.                  | «Prologue ~ That's Different! (яп. プロローグ~違うだろそれ!)»                                        | 1:20         |
| 2.                  | «New Personality Entrance (яп. 新パーソナリティー登場)»                                              | 6:02         |
| 3.                  | «I'll Be Waiting at the Arena (яп. 闘技場で待ってるぜ)»                                              | 0:30         |
| 4.                  | «Today's Fossil (яп. 今日の化石)»                                                                    | 9:24         |
| 5.                  | «A Women Match (яп. 女勝負よ)»                                                                       | 0:37         |
| 6.                  | «Ghosts of the Graveyard (яп. 墓場の幽霊)»                                                           | 10:24        |
| 7.                  | «Emergency Call! (яп. 緊急入電!)»                                                                    | 3:32         |
| 8.                  | «Clash at the Arena! (яп. 闘技場で大決戦!)»                                                          | 14:33        |
| 9.                  | «Epilogue ~ Radio Program Forever (яп. エピローグ~ラジオ番組は永遠に)»                               | 3:35         |
| 10.                 | «TAO / Do As Infinity»                                                                               | 1:35         |
| 11.                 | «BONUS TRACK ~voice of character quest~1 Advance (яп. BONUS TRACK ~voice of character quest~1 予告)» | 0:31         |
| Общая длительность: | Общая длительность:                                                                                  | 52:03        |

| №                   | Название                                                                                       | Длительность |
| ------------------- | ---------------------------------------------------------------------------------------------- | ------------ |
| 1.                  | «Laid Back Lady - Pink Version (яп. ほんわかねえさん 桃色バージョン)»                          | 1:58         |
| 2.                  | «Bandit's Holidays (яп. 山賊のバカンス)»                                                       | 1:26         |
| 3.                  | «Assault (яп. 急襲)»                                                                           | 1:40         |
| 4.                  | «Broken Wings (яп. 折れた翼)»                                                                  | 1:15         |
| 5.                  | «Strong Feelings (яп. 想い、強く)»                                                             | 2:13         |
| 6.                  | «Bloodstained Throne (яп. 血塗られた玉座)»                                                     | 1:05         |
| 7.                  | «Betting Life (яп. 命を賭して)»                                                                | 0:37         |
| 8.                  | «The Scallop Dance (яп. ホタテのマイ)»                                                         | 2:26         |
| 9.                  | «Farewell (яп. 告別)»                                                                          | 2:45         |
| 10.                 | «Concerto of Empty Time (яп. 虚時の協奏曲)»                                                    | 1:34         |
| 11.                 | «Next to You (яп. あなたの隣に)»                                                               | 2:36         |
| 12.                 | «Ancient Capital (яп. 古の都)»                                                                 | 0:29         |
| 13.                 | «Night of Solitude (яп. ひとりぼっちの夜)»                                                     | 3:50         |
| 14.                 | «The Scallop Song (яп. ホタテのウタ)»                                                          | 0:31         |
| 15.                 | «Enemy (яп. 仇~かたき)»                                                                        | 0:23         |
| 16.                 | «Soldier (яп. 兵~つわもの)»                                                                    | 0:55         |
| 17.                 | «hotarubi (яп. ホタルビ)»                                                                      | 2:52         |
| 18.                 | «Oooh, Come on! (яп. だぁ~、も~)»                                                              | 0:30         |
| 19.                 | «Morning on the Ranch (яп. 牧場の朝)»                                                          | 1:17         |
| 20.                 | «Unending Mist (яп. 消えない霧)»                                                               | 0:43         |
| 21.                 | «Hurry! (яп. 急げ!)»                                                                           | 1:06         |
| 22.                 | «Fireflies in the Shadow of Leaves (яп. 葉陰の蛍)»                                             | 2:47         |
| 23.                 | «Creeping Shadow (яп. 忍び寄る影)»                                                             | 0:22         |
| 24.                 | «More Jam for Toast (яп. トーストにはたっぷりジャムを)»                                        | 0:43         |
| 25.                 | «Sweet Dreams Tonight Too (яп. 今宵もよい夢を)»                                                | 0:27         |
| 26.                 | «Oooh, Whatever (яп. しょ~がないな、も~)»                                                      | 0:21         |
| 27.                 | «Good Night (яп. おやすみなさい)»                                                              | 0:11         |
| 28.                 | «Unclosed Feelings (яп. 引けない思い)»                                                         | 1:25         |
| 29.                 | «The Man in Red Armor (яп. 赤い鎧の男)»                                                        | 1:38         |
| 30.                 | «Tender Hand (яп. やさしい手)»                                                                 | 2:00         |
| 31.                 | «Sacrificial Lamb (яп. いけにえの子羊)»                                                        | 1:06         |
| 32.                 | «Awakening (яп. セルシウス)»                                                                   | 0:48         |
| 33.                 | «Celsius (яп. セルシウス)»                                                                     | 2:41         |
| 34.                 | «Pheromone Bombers' Theme #1 (яп. フェロモンボンバーズのテーマ1番)»                            | 0:53         |
| 35.                 | «Pheromone Bombers' Theme #2 (Voice parts) (яп. フェロモンボンバーズのテーマ2番(voice parts))» | 0:15         |
| 36.                 | «Pheromone Bombers' Theme #3 (яп. フェロモンボンバーズのテーマ3番)»                            | 0:52         |
| 37.                 | «Pheromone Bombers' Theme #4 (Voice parts) (яп. フェロモンボンバーズのテーマ4番(voice parts))» | 0:10         |
| 38.                 | «Pheromone Bombers' Theme #5 (Voice parts) (яп. フェロモンボンバーズのテーマ5番(voice parts))» | 0:10         |
| 39.                 | «Pheromone Bombers' Theme #6 (Voice parts) (яп. フェロモンボンバーズのテーマ6番(voice parts))» | 0:12         |
| 40.                 | «Pheromone Bombers' Theme #7 (Voice parts) (яп. フェロモンボンバーズのテーマ7番(voice parts))» | 0:18         |
| 41.                 | «melfes ~ Shining Blue (Game cut ver.) (яп. melfes~輝ける青(Game cut ver.))»                   | 4:10         |
| Общая длительность: | Общая длительность:                                                                            | 53:40        |

## Отзывы и критика
| Сводный рейтинг     | Сводный рейтинг |
| Агрегатор           | Оценка          |
| ------------------- | --------------- |
| GameRankings        | 72,51 %         |
| Metacritic          | 72 / 100        |
| MobyRank            | 73 / 100        |
| Иноязычные издания  |                 |
| Издание             | Оценка          |
| 1UP.com             | B               |
| EGM                 | 6 / 10          |
| Famitsu             | 32 / 40         |
| Game Informer       | 7,3 / 10        |
| GamePro             | 3,5 / 5         |
| GameSpot            | 8 / 10          |
| GameSpy             | [ 56 ]          |
| GameZone            | 8,3 / 10        |
| IGN                 | 7,7 / 10        |
| Dengeki PlayStation | 85/100          |

В Японии Tales of Legendia получила положительные отзывы критиков: журнал Famitsu присвоил игре 32 балла из 40 возможных (на основе четырёх независимых рецензий, в каждой из которых была поставлена оценка 8 из 10), а Dengeki PlayStation оценил её в 85 баллов из 100 на основе четырёх обзоров (80, 80, 90 и 90 баллов соответственно). К концу 2005 года в Японии Tales of Legendia была продана в количестве 342 779 копий, став тридцатой среди самых продаваемых игр года; к декабрю 2007 года по всему миру было продано 397 000 копий.
После релиза в Северной Америке игра получила смешанные отзывы критиков; на сайте-агрегаторе Metacritic ей присвоена оценка 72 из 100, а на GameRankings — 72,51 %. Главные герои игры получили в основном положительные отзывы критиков. Журналист IGN высоко оценил проработанность главных героев, заметив, что игрок не пожалеет, узнав их поближе, хотя они и обладают «всеми стереотипами, известными человеку». Он также отметил, что герои Tales of Legendia «крайней болтливы», они говорят обо всём: «о сверхспособностях, своих жизненных целях […] и любимых сортах хлеба». Рецензент GameSpot также отметил степень проработанности персонажей и взаимоотношений между ними; он пишет, что благодаря обилию диалогов игрок получает возможность увидеть внутренний мир персонажа. По мнению журналиста 1UP.com, в игре ломаются стереотипы, связанные с персонажами ролевых игр: «Самые сильные бойцы — девушки, а дюжий молодец с гигантским молотом выступает в роли интеллектуала и лекаря». В обзоре на сайте GameSpy также отмечается степень прорисовки персонажей.
Боевая система в игре была оценена неоднозначно. Рецензент IGN назвал её «вызывающей зависимость», однако заметил, что битвы в первой части игры очень простые и игрок вполне может использовать несколько эресов для победы. «Legendia определённо нацелена на любителей экшена, которые готовы потратить двадцать часов на то, чтобы дойти до того этапа игры, после которого действительно начинается проверка их навыков», — пишет он. Также он отметил, что искусственный интеллект противников в сражениях «далеко не блестящий». Журналист GameSpot также отнёс к положительным качествам игры активные сражения, в которых «все члены отряда выкрикивают применяемые заклинания и навыки, а также предупреждают друг друга о специальных ударах, которые готовит противник». Рецензент 1UP, напротив, раскритиковал игру за «раздражающую» боевую систему и слишком большую схожесть с предыдущими играми серии. По его мнению, предыдущие игры серии имели проблемы с боевой системой, но в Tales of Legendia их стало ещё больше: «…анимация противников плохо различима, яркие взрывы и эффекты скрывают важные детали сражения».
Сюжет игры был подвергнут критике со стороны многих обозревателей. В обзоре на сайте IGN он был назван «заурядным», так как в нём практически нет неожиданных поворотов. По мнению журналиста 1UP, сюжет Tales of Legendia переполнен клише, которые встречаются во многих других ролевых играх и аниме, в частности, в «Небесном замке Лапута». Он даже замечает, что «Хаяо Миядзаки должен получать процент с продаж Tales of Legendia». Тем не менее, он пишет, что несмотря на предсказуемость сюжета, его детали зачастую удивляют и увлекают. Рецензент GameSpy пишет, что он «звучит очень знакомо», хотя игра в целом сделана на высоком уровне.
Саундтрек игры был назван «запоминающимся» журналистом GameSpot; он также отметил игру актёров озвучивания; в обзоре 1UP звуковое сопровождение было названо «великолепным». Журналист IGN, напротив, назвал игру актёров озвучивания «довольно занудной», хотя и заметил, что перевод игры выполнен на высоком уровне. Графику в игре обозреватель IGN назвал яркой и красивой. Журналист 1UP разделяет его мнение, однако замечает, что камера всегда зафиксирована под одним углом — в том числе во время диалогов, что значительно снижает драматизм событий. Он заключает, что Legendia будет в первую очередь интересна фанатам серии.
К другим достоинствам в обзоре IGN были отнесены мини-игры, побочные квесты и возможность синтезировать новое снаряжение после прохождения основной сюжетной линии. Обозреватель GameSpot был недоволен количеством случайных встреч и необходимостью повторно проходить одни и те же уровни. Журналист также заметил, что хотя многие подземелья красивы, они спланированы таким образом, чтобы игрок обследовал их как можно дольше и сражался с как можно большим количеством противников. Журналист GameSpy также пишет, что локации в игре красивы, однако отметил, что в Tales of Legendia присутствует множество небольших «необязательных» моментов — в частности, диалогов, — которые со временем начинают раздражать. «Ты хочешь идти дальше, но тебе приходится потратить немалое время, нажимая на кнопку, чтобы пропустить необязательные диалоги», — пишет журналист. К недостаткам он также отнёс отсутствие мультиплеера, который был внедрён в предыдущие игры серии, когда игроки могли контролировать разных персонажей в сражении. В заключение он пишет о том, что Tales of Legendia — неплохая игра, но вряд ли она станет игрой года. «Это как разница между Maserati и Toyota. Toyota — хорошая покупка, эта машина лучше многих своих конкурентов, но никто не будет разговаривать с тобой просто потому, что она у тебя есть».
В 2012 году 1UP.com опубликовал список «Underwhelming RPGs with Overwhelming Soundtracks» (англ. Посредственные RPG с потрясающим саундтреком), в который вошла Tales of Legendia. Саундтрек к игре был назван одной из самых сильных работ Го Сиины и «одним из лучших саундтреков для RPG на данный момент».
Хлоя и Сэнел заняли восьмое и двадцать девятое места соответственно по результатам второго опроса «Top 30 characters» (англ. 30 лучших персонажей), устроенного Namco Bandai среди фанатов в 2005 году. Game Informer опубликовал список лучших персонажей серии Tales, в который попали Джей и Моисей за свои добродушные шутки друг над другом.